# Нтсу Мохеле
Клемент Нтсу Седжабанана Мохеле (англ. Clement Ntsu Sejabanana Mokhehle; 26 грудня 1918 — 6 січня 1999) — лесотський політик, двічі очолював уряд королівства Лесото.

## Біографія
Народився в родині старости маленького села, який, окрім того, також був шкільним інспектором. 1940 року вступив до Університету Форт-Гейр, де вивчав точні науки. Будучи студентом публікував статті та брав участь в акціях протесту, що призвело до його виключення. Тим не менше, за два роки він повернувся до вишу, закінчив його, здобув ступінь магістра зоології, після чого відкрив кілька нових видів паразитів.
Також ще у студентські роки він долучився до Африканського національного конгресу, відігравши значну роль у створенні Молодіжної ліги АНК та ставши її статутним членом. Після повернення до Лесото продовжив займатись політикою, а 1952 року заснував Партію Конгресу Басутоленду. Мохеле очолював ту партію до 1997 року, коли вийшов з її лав та створив нову партію Конгрес за демократію Лесото.
У своїй політичній діяльності боровся проти колоніального панування британців, а також виступав за надання ширшої автономії його державі. Такі його погляди спричинили 1954 року його звільнення з посади шкільного вчителя.
1960 року його партія виборола достатньо багато місць у парламенті, а на виборах, що відбулись 1965 року партія Конгресу Басутоленду виборола друге місце, поступившись лише Національній партії Леабуа Джонатана. Після виборів Мохеле уклав з королем Мошвешве II невдалий союз, що базувався на блокуванні проголошення незалежності, якщо не буде проведено повторні вибори.
1970 року партія Мохеле здобула перемогу на виборах, однак Леабуа Джонатан відмовився добровільно передавати владу, оголосивши в країні надзвичайний стан та припинивши дію конституції. Таким чином в країні було встановлено авторитарний режим. 1974 року партія Конгресу Басутоленду намагалась боротись проти влади Джонатана, здійснюючи атаки на поліцейські відділки, але ефективність таких акцій була майже нульовою, якщо не враховувати жертв серед самих протестувальників (декого було вбито, а багатьох заарештовано). Зрештою Мохеле був змушений тікати з Лесото й оселитись спочатку у Ботсвані, потім у Замбії та ПАР. За часів своєї вимушеної еміграції він співпрацював з різними організаціями, які намагались дестабілізувати становище у Лесото.
1990 року Мохеле став почесним доктором Національного університету Лесото, а 1996 — університету Форт-Гейр.
У лютому 1989 року після повалення Леабуа Джонатана Нтсу Мохеле зміг повернутись до Лесото. 1993 року його партія зі значним відривом здобула перемогу на виборах, після чого Мохеле став прем'єр-міністром. 1998 року Мохеле вийшов у відставку з посад голови уряду та лідера партії.
Помер у січні наступного року.